# Saitama Seibu Lions
O Saitama Seibu Lions é um clube profissional de beisebol sediado em Tokorozawa, Saitama, Japão. A equipe disputa a Nippon Professional Baseball.

## História
Foi fundado em 1950.

## Treinadores
- Kaname Miyazaki (宮崎 要) 1950
- Osamu Mihara (三原 脩) 1951–1959
- Tokuji Kawasaki (川崎 徳次) 1960–1961
- Futoshi Nakanishi (中西 太) 1962–1969
- Kazuhisa Inao (稲尾 和久) 1970–1974
- Shinichi Eto (江藤 愼一) 1975
- Leo Durocher (レオ・ドローチャー) 1976
- Masaichi Kito (鬼頭 政一) 1976–1977
- Rikuo Nemoto (根本 陸夫) 1978–1981
- Tatsuro Hirooka (広岡 達朗) 1982–1985
- Masaaki Mori (森 祇晶) 1986–1994
- Osamu Higashio (東尾 修) 1995–2001
- Haruki Ihara (伊原 春樹) 2002–2003,2014
- Tsutomu Ito (伊東 勤) 2004–2007
- Hisanobu Watanabe (渡辺 久信)  2008–2013
- Haruki Ihara (伊原 春樹)  2014
- Norio Tanabe (田辺 徳雄)  2014–2016
- Hatsuhiko Tsuji (辻 発彦)  2017-